# Sairme
Sairme (gruzínsky: საირმე), lázeňské středisko v údolí řeky Cablarisckali na Malém Kavkazu v Gruzii.

## Historie
Minerální voda v Sairme byla objevena v 90. letech 19. století, když na ni podle legendy narazili dva bratři při sledování jelení stopy. Následkem oxidů červeně zbarvená voda stékala po kamenech, přičemž okolí toku bylo bílé od vysrážené soli. Zvěř toto místo často navštěvovala kvůli vodě a soli. Voda byla nazvaná Sairme (საირმე) podle gruzínského slova ირემი (iremi), v překladu jelení zvěř.
Pastevci také věnovali pozornost této oblasti, pro její tajemné vlastnosti. Pozorovali, ž ve vzdálenosti 3 km od napajedla pro zvěř byla tráva po celý rok zelená, nikdy zde neležel sníh a země byla suchá několik minut po dešti. Závoj tajemství tak halil kouzelný palouk, než geologové ve 20. století zde objevili teplé minerální prameny.
První pokus o vědeckou studii vod v Sairme je spjat s lékařem Kelenjeradze z Bagdati. V roce 1912, ještě jako student, odvezl vzorek na analýzu do Petrohradu, kde byla provedena analýza v Petrohradské vojenské akademii. V následujících letech zkoumal minerální vodu ze Sairme litevský badatel Robert Kuptsis, který v pověření cara Mikuláše II. zkoumal minerální vody Kavkazu, zvláště pak Gruzie.

## Geografie
Lázně Sairme leží v okrese Bagdati, kraji Imeretie, jižně od krajského města Kutaisi v nadmořské výšce 950 m.

## Doprava
Z Bagdati vede silnice proti proudu údolím řeky Chanisckali k soutoku s řekou Cablarisckali u Ckaltašua, pak pokračuje údolím Cablarisckali do Sairme. Jako horská nezpevněná silnice pokračuje ze Sairme do sedla 2283 m n. m, odkud pokračuje po jižním svahu Meschetského hřbetu k Zekarskému průsmyku a odtud přes lázeňské město Abastumani do Achalciche, hlavního města sousedního kraje Samcche-Džavachetie.

## Minerální voda Sairme
Minerální voda Sairme se začala využívat v roce 1893. Zprvu byla rozlévána ve stodolách, kam byla přivážena koňmi. Porvé byla průmyslově balena v roce 1945. Roku 1954 byla stáčírna dostavěna a od této doby naplnila 400 tisíc litrových lahví neupravené minerální vody. Postupně byla po částech modernizována. Za rozpadu Sovětského svazu byl provoz zastaven.
Po privatizaci v roce 1998 došlo k modernizaci provozu a obnovení popularity u spotřebitelů. Fasáda i interiér byly rekonstruovány. K další významné modernizaci a automatizaci výroby a laboratoře došlo v roce 2010.